# Saint-Léger-près-Troyes
Saint-Léger-près-Troyes – miejscowość i gmina we Francji, w regionie Grand Est, w departamencie Aube.
Według danych na rok 1990 gminę zamieszkiwały 642 osoby, a gęstość zaludnienia wynosiła 70 osób/km².